# Gloria Stuart
Gloria Stuart, all'anagrafe Gloria Frances Stewart (Santa Monica, 4 luglio 1910 – Los Angeles, 26 settembre 2010), è stata un'attrice e pittrice statunitense.

## Biografia

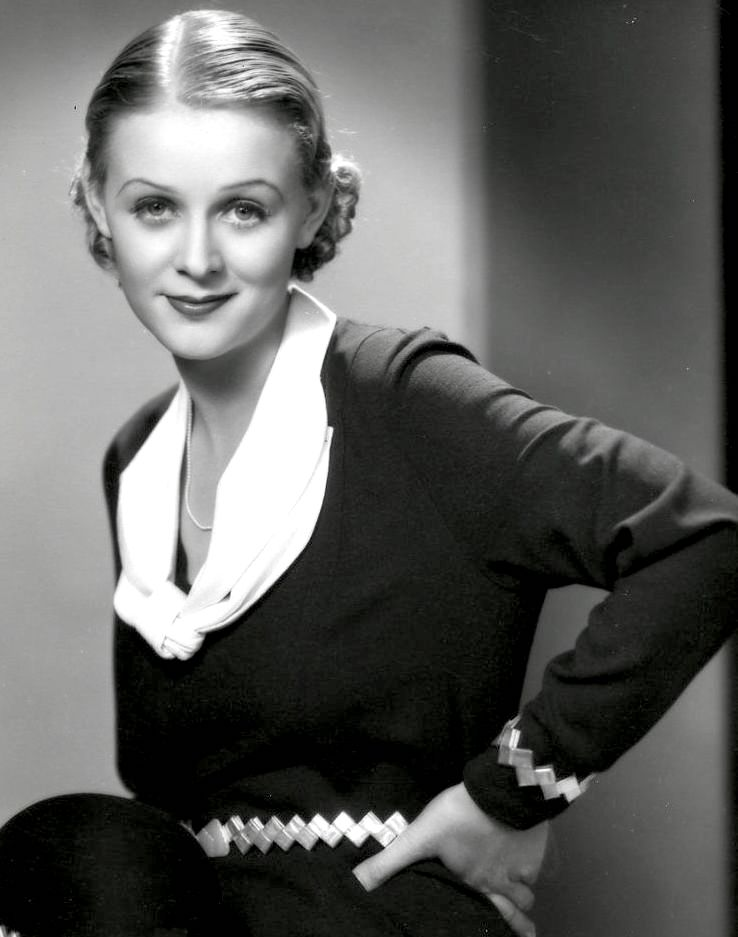
Gloria Stuart nel 1930 circa

Figlia di Alice Deidrick e dell'avvocato Frank Stewart, di origine scozzese, perse nel 1912 il fratello Thomas per una meningite spinale e nel 1919, all'età di nove anni, le morì il padre. Cambiò il suo cognome in Stuart perché meglio si addiceva al palcoscenico. Nel 1930 sposò lo scultore Blair Gordon Newell, da cui divorzierà nel 1934. Dopo aver recitato al college e in altre compagnie amatoriali, la Stuart venne scoperta al Pasadena Playhouse e nel 1932 firmò un contratto con la Universal Studios. Nello stesso anno venne scelta tra le quindici WAMPAS Baby Stars di quell'anno.
Grazie al suo talento divenne presto l'attrice preferita del cineasta americano James Whale, che la diresse in Il castello maledetto (1932) e in L'uomo invisibile (1933). Dopo diversi problemi alla Universal, la Stuart cambiò studio cinematografico, approdando alla 20th Century Fox e partecipando a ben quaranta pellicole per la major americana. Tra di esse ricordiamo Il museo degli scandali (1933) e Rondine senza nido (1938), al fianco di Shirley Temple. Pur non diventando mai una vera stella del cinema, ella recitò a fianco di grandi attori come Lionel Barrymore, Kay Francis, Claude Rains, Raymond Massey, Paul Lukas, John Boles, John Beal.

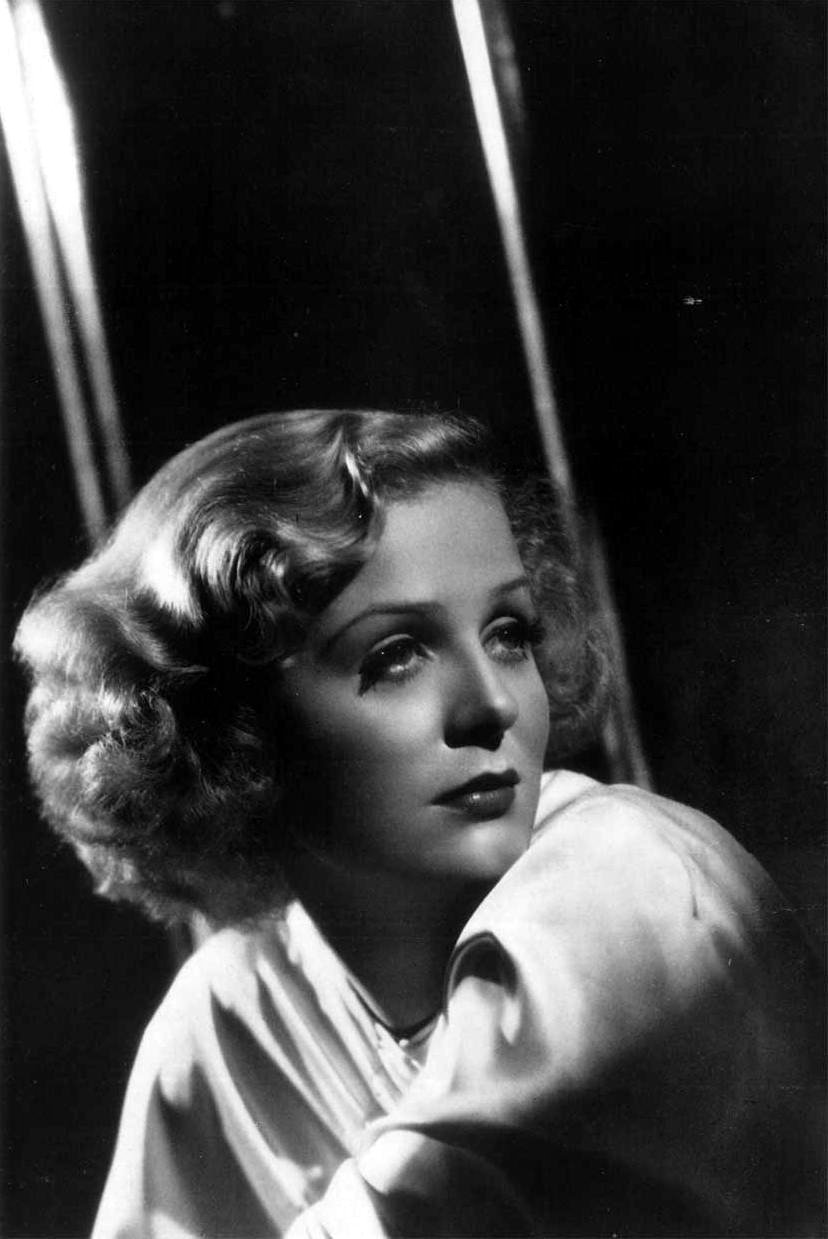
Gloria Stuart nel 1937

Nel 1934, due mesi dopo il divorzio dal primo marito, sposò lo sceneggiatore Arthur Sheekman, creatore di gran parte dei soggetti per i film dei Fratelli Marx e uno dei più cari amici di Groucho Marx, da cui ebbe una figlia, Sylvia. Nel 1939 la Stuart e suo marito partirono per un lungo viaggio intorno al mondo e, al loro ritorno in California, divennero inquilini del celebre complesso Garden of Allah dove avevano preso domicilio molte star hollywoodiane. Dal suo ritorno, nonostante partecipasse ad altre pellicole, la carriera cinematografica della Stuart andò sfumando fino a interrompersi.
Nel 1954 si trasferì a Rapallo, nella Riviera ligure, dove iniziò a dedicarsi alla pittura a olio, diventando un'apprezzata artista e presentando le sue opere alla prestigiosa Hammer Galleries di New York. Nel 1957 divenne nonna per la prima volta di David Oxley. Nel 1975, dopo una lunga interruzione della sua carriera come attrice, recitò per il film tv The Legend of Lizzie Borden e fece alcune apparizioni televisive negli anni successivi.
Nel 1981 tornò al cinema con il film L'ospite d'onore, affiancata dall'attore irlandese Peter O'Toole, che per quell'interpretazione conquistò una candidatura al premio Oscar. L'attrice tornò ad essere richiestissima tanto da partecipare negli anni seguenti a numerose serie televisive statunitensi. Nel 1983, cinque anni dopo essere rimasta vedova di Sheekman, si legò al tipografo Ward Ritchie, che morì nel 1996. Paradossalmente, la Stuart raggiunse la celebrità mondiale in tarda età, con la sua partecipazione al colossal Titanic: nel 1996, a distanza di sessantaquattro anni dal suo primo film e di dieci anni dalla sua ultima interpretazione, Hollywood scritturò l'attrice per il film di James Cameron dedicato alla tragedia del famoso piroscafo affondato nel 1912, che uscì l'anno seguente, nel quale la Stuart interpretò la protagonista femminile Rose dalla veneranda età di 101 anni, la quale racconta la storia del film spiegando come, all'età di diciassette anni (il ruolo della giovane Rose è ricoperto da Kate Winslet), viaggiò sul Titanic salvandosi dal naufragio e durante il viaggio si innamorò del protagonista maschile Jack (il quale, morto nella tragedia, verrà ricordato dall'amata per sempre), interpretato da Leonardo DiCaprio. Nel 1998 ricevette numerosi riconoscimenti internazionali per la sua interpretazione in Titanic e ottenne anche una candidatura all'Oscar come miglior attrice non protagonista.
L'ultima apparizione della Stuart in un film risale al 2004 in La terra dell'abbondanza di Wim Wenders, ma continuò a rilasciare interviste e testimonianze negli anni successivi. Il 27 maggio 2009, a quasi 99 anni, fu ospite dell'evento per il centesimo compleanno della sua cara amica e quasi coetanea Dolores Hope, vedova del comico Bob Hope. Il 4 luglio 2010, ancora attiva e in buone condizioni fisiche, festeggiò il suo centesimo compleanno, risultando una delle attrici americane più longeve. Morì nel suo appartamento di Los Angeles all'età di 100 anni il 26 settembre 2010, a causa di un cancro ai polmoni.

## Filmografia

### Cinema

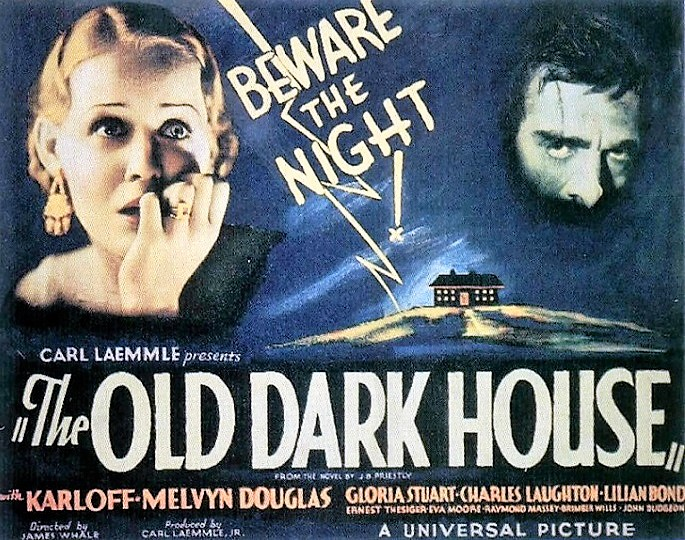
Poster del film Il castello maledetto

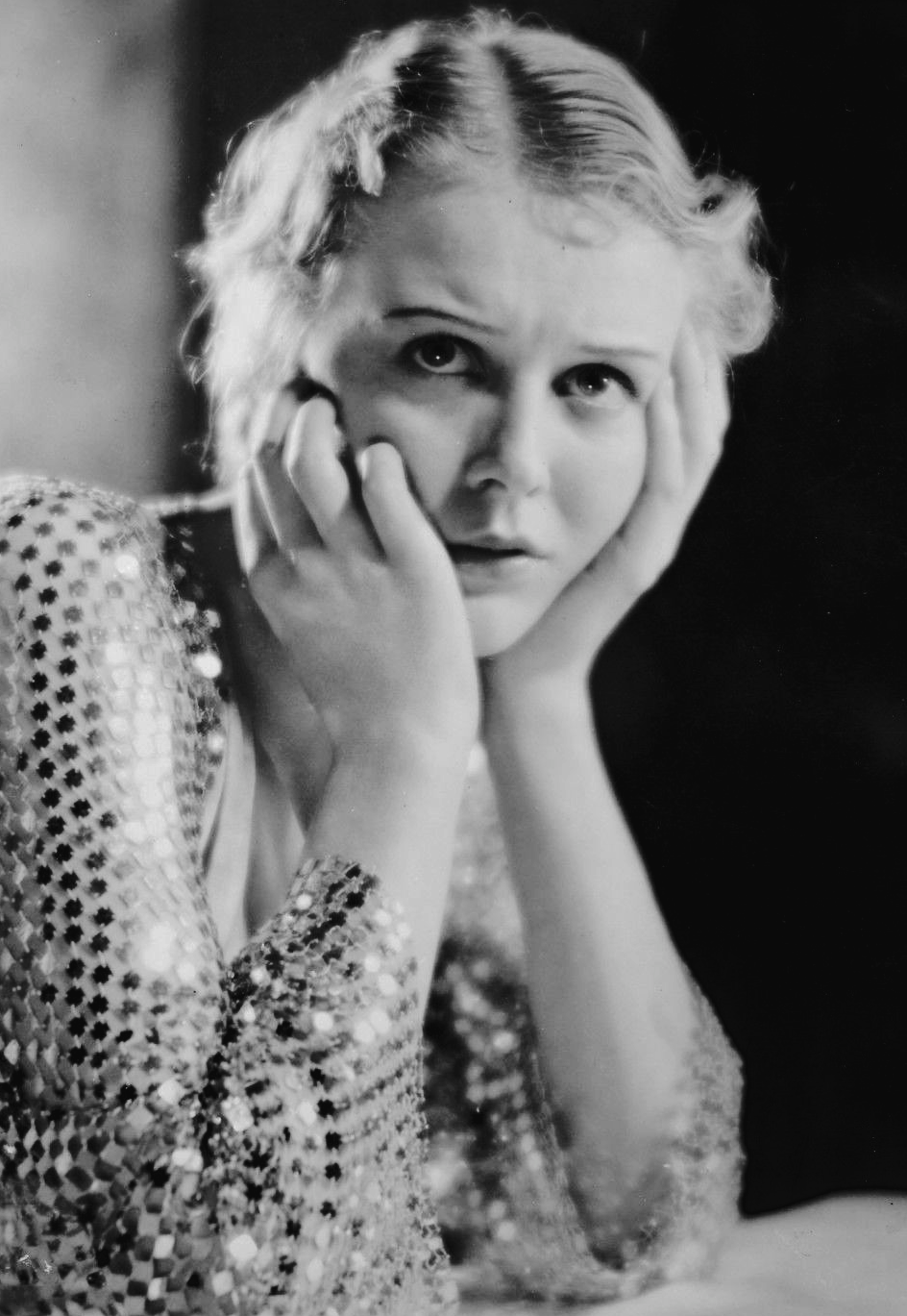
Gloria Stuart nel 1932

- Street of Women, regia di Archie Mayo (1932)
- La donna proibita (Back Street), regia di John M. Stahl (1932)
- The All-American, regia di Russell Mack e, non accreditato, George Stevens (1932)
- Il castello maledetto (The Old Dark House), regia di James Whale (1932)
- L'aeroporto del deserto (Air Mail), regia di John Ford (1932)
- Laughter in Hell, regia di Edward L. Cahn (1933)
- Figli di lusso (Sweepings), regia di John Cromwell (1933)
- Private Jones, regia di Russell Mack (1933)
- Il bacio davanti allo specchio (The Kiss Before the Mirror), regia di James Whale (1933)
- The Girl in 419, regia di Alexander Hall e George Somnes (1933)
- L'ultimo Adamo (It's Great to Be Alive), regia di Alfred L. Werker (1933)
- Secret of the Blue Room, regia di Kurt Neumann (1933)
- L'uomo invisibile (Invisible Man), regia di James Whale (1933)
- Il museo degli scandali (Roman Scandals), regia di Frank Tuttle (1933)
- Beloved, regia di Victor Schertzinger (1934)
- I Like It That Way, regia di Harry Lachman (1934)
- Edizione straordinaria (I'll Tell the World), regia di Edward Sedgwick (1934)
- The Love Captive, regia di Max Marcin (1934)
- Marinai all'erta (Here Comes the Navy), regia di Lloyd Bacon (1934)
- Gift of Gab, regia di Karl Freund (1934)
- Maybe It's Love, regia di William C. McGann (1935)
- Donne di lusso 1935 (Gold Diggers of 1935), regia di Busby Berkeley (1935)
- Laddie, regia di George Stevens (1935)
- Professional Soldier, regia di Tay Garnett (1935)
- Il prigioniero dell'isola degli squali (The Prisoner of Shark Island), regia di John Ford (1936)
- The Crime of Dr. Forbes, regia di George Marshall (1936)
- Una povera bimba milionaria (Poor Little Rich Girl), regia di Irving Cummings (1936)
- 36 Hours to Kill, regia di Eugene Forde (1936)
- The Girl on the Front Page, regia di Harry Beaumont (1936)
- Wanted: Jane Turner, regia di Edward Killy (1936)
- Girl Overboard, regia di Sidney Salkow (1937)
- The Lady Escapes, regia di Eugene Forde (1937)
- Life Begins in College, regia di William A. Seiter (1937)
- Change of Heart, regia di James Tinling (1938)
- Rondine senza nido (Rebecca of the Sunnybrook Farm), regia di Allan Dwan (1938)
- Island in the Sky, regia di Herbert I. Leeds (1938)
- Keep Smiling, regia di Herbert I. Leeds (1938)
- Time Out for Murder, regia di H. Bruce Humberstone (1938)
- The Lady Objects, regia di Erle C. Kenton (1938)
- D'Artagnan e i tre moschettieri (The Three Musketeers), regia di Allan Dwan (1939)
- Winner Take All, regia di Otto Brewer (1939)
- It Could Happen to You, regia di Alfred L. Werker (1939)
- Here Comes Elmer, regia di Joseph Santley (1943)
- Nessuno sa il proprio destino (The Whistler), regia di William Castle (1944)
- Enemy of Women, regia di Alfred Zeisler (1944)
- She Wrote the Book, regia di Charles Lamont (1946)
- L'ospite d'onore (My Favorite Year), regia di Richard Benjamin (1982)
- Mass Appeal, regia di Glenn Jordan (1984)
- Una bionda per i Wildcats (Wildcats), regia di Michael Ritchie (1986)
- Titanic, regia di James Cameron (1997)
- The Titanic Chronicles, regia di Wayne Keeley (1999)
- La lettera d'amore (The Love Letter), regia di Peter Chan (1999)
- The Million Dollar Hotel, regia di Wim Wenders (2000)
- My Mother, the Spy, regia di Elodie Keene (2000)
- La terra dell'abbondanza (Land of Plenty), regia di Wim Wenders (2004)

### Televisione
- The Legend of Lizzie Borden – film TV (1975)
- Adventures of the Queen – film TV (1975)
- Una famiglia americana (The Waltons) – serie TV, 1 episodio (1975)
- Inondazione (Flood!), regia di Earl Bellamy – film TV (1976)
- In the Glitter Palace – film TV (1977)
- The Incredible Journey of Doctor Meg Laurel – film TV (1979)
- The Best Place to Be – film TV (1979)
- The Two Worlds of Jennie Logan – film TV (1979)
- Fun and Games, regia di Paul Bogart (alias Alan Smithee) – film TV (1980)
- Enos – serie TV, 1 episodio (1980)
- The Violation of Sarah McDavid – film TV (1981)
- Manimal – serie TV, 1 episodio (1983)
- There Were Times, Dear (1985)
- La signora in giallo (Murder, She Wrote) – serie TV, episodio 3x21 (1987)
- Volo KAL 007 - Alla ricerca della verità (Shootdown), regia di Michael Pressman – film TV (1988)
- Codice Samantha (She Knows Too Much), regia di Paul Lynch – film TV (1989)
- La signora in giallo - L'ultimo uomo libero (The Last Free Man), regia di Anthony Pullen Shaw – film TV (2001)
- Invisible Man (The Invisible Man) – serie TV, 1 episodio (2001)
- Il tocco di un angelo (Touched by an Angel) – serie TV, 1 episodio (2001)
- General Hospital – serie TV, 2 episodi (2002-2003)
- Miracles  – serie TV, episodio 1x04 (2003)

## Riconoscimenti
- Premio Oscar
  - 1998 – Candidatura alla miglior attrice non protagonista per Titanic

- Golden Globe
  - 1998 – Candidatura alla migliore attrice non protagonista per Titanic

- Screen Actors Guild Award
  - 1998 – Miglior attrice non protagonista cinematografica per Titanic
  - 1998 – Candidatura al miglior cast cinematografico per Titanic
  - 2010 – Premio Ralph Morgan

## Doppiatrici italiane
Nelle versioni in italiano delle opere in cui ha recitato, Gloria Stuart è stata doppiata da:
- Alina Moradei in La lettera d'amore, The Million Dollar Hotel
- Lydia Simoneschi in L'aeroporto del deserto
- Giovanna Scotto in D'Artagnan e i tre moschettieri
- Renata Marini in Il prigioniero dell'isola degli squali (ridoppiaggio 1949)
- Ada Maria Serra Zanetti in L'uomo invisibile (ridoppiaggio 1985)
- Clelia Bernacchi in Una bionda per i Wildcats
- Carla Comaschi in La signora in giallo
- Leda Celani in Volo KAL 007 - Alla ricerca della verità
- Adriana De Roberto in Volo KAL 007 - Alla ricerca della verità (ridoppiaggio 1992)
- Wanda Tettoni in Titanic
- Francesca Palopoli in La signora in giallo - L'ultimo uomo libero